# 特萊姆森王國
特萊姆森王國是阿爾及利亞歷史上一個由柏柏人建立的國家。
特萊姆森王國是在1236年穆瓦希德王朝解体後建立的，1554年被鄂圖曼帝國統吞併。 王國的首都在特萊姆森，坐落在摩洛哥和突尼斯之間。
特萊姆森是地中海沿岸的南北貿易路線的樞紐。 作為一個繁榮的貿易中心，吸引了強大的國家。 在不同時期，西方的摩洛哥人，東方的伊斯利亞人和北方的阿拉貢入侵了王國。

## 經濟
貿易線從奧蘭向南奔向撒哈拉以南的綠洲，然後往蘇丹地區。沙直馬沙是跨越沙漠到蘇丹的貿易樞紐。奧蘭，安達盧西亞人在十世紀建立以處理地中海的商貿，並加入特萊姆森與歐洲的貿易。 
特萊姆森市成為一個重要的中心，有許多學校，清真寺和宮殿。特萊姆森還設有一個歐洲交易中心，連接著非洲和歐洲的商人。特萊姆森是地中海貿易的據點之一。因此，特萊姆森融入歐洲金融體系。

## 14世紀--王國建立

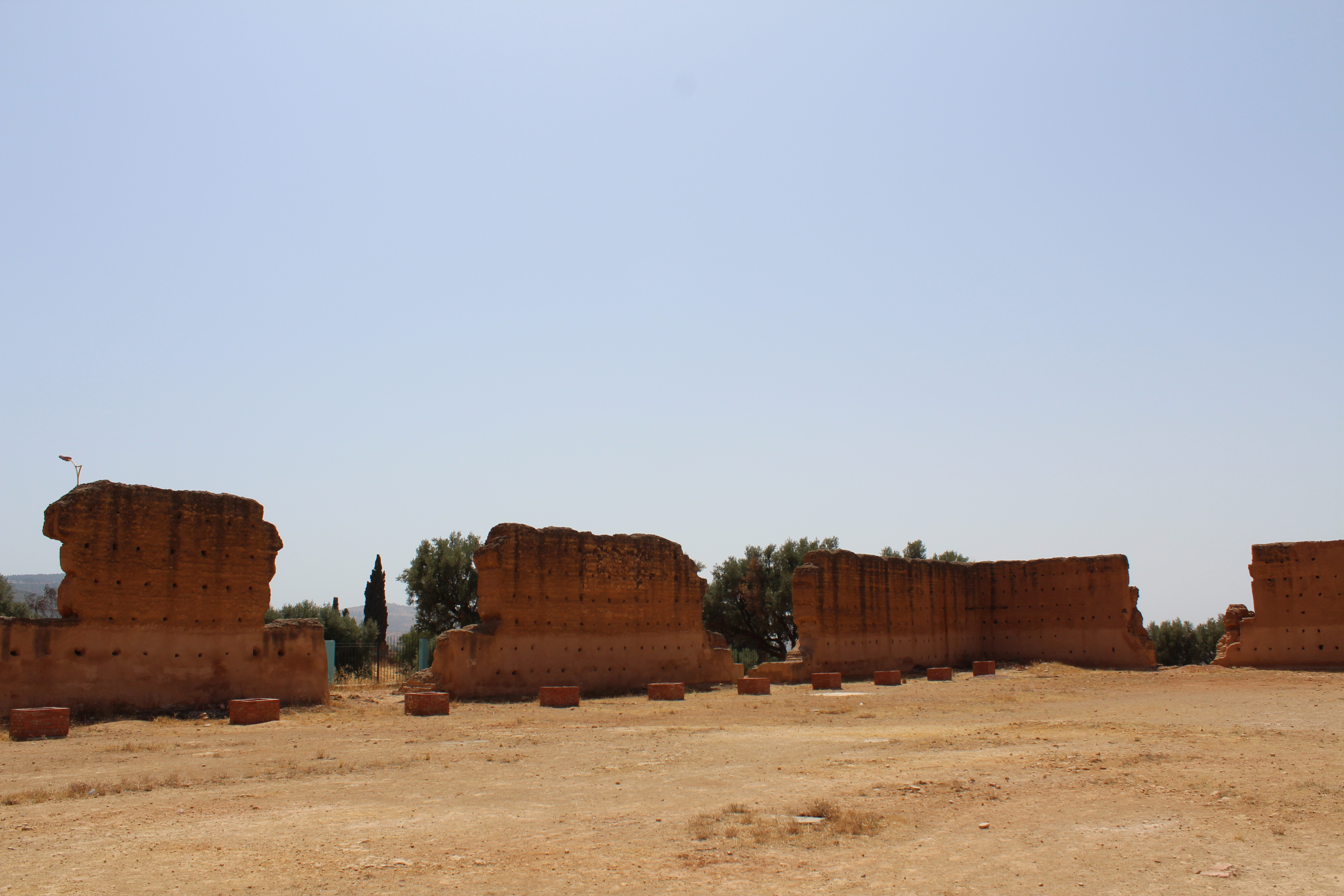
要到曼索拉清真寺的商隊

在大部份的時間上，這個國家處於防御狀態，受到東西方強國的威脅。南部的游牧阿拉伯人也利用頻繁的弱點突襲中心，控制南部的牧場。
特萊姆森市多次被摩洛哥的海軍襲擊或圍困，十四世紀幾十年來，摩洛哥大部分地區被摩洛哥人佔領。

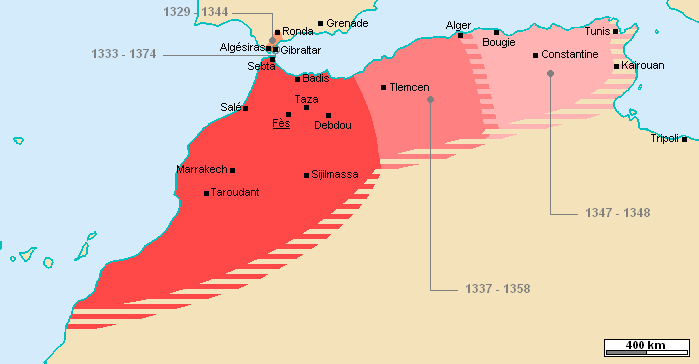
摩洛哥控制特萊姆森

阿布·伊南·法里斯二世（1348-1352）宣佈成為特萊姆森之王。1352年，阿布·伊南·法里斯重新奪回了特萊姆森還征服了馬格里布中部。
阿布·哈穆穆薩二世（1359-1389）接下了特萊姆森的王位。 他與反叛軍進行了鬥爭，長期處於內戰狀態，國家陷入衰落。

## 王國衰弱
十五世紀，國家日益疲軟，成為摩洛哥的附庸。到十五世紀末，阿拉貢王國已經得到有效的控制王國。1509年西班牙從王國奪取奧蘭。
特萊姆森國王在1554年被土耳其的帕夏俘獲。最後一個蘇丹的兒子逃到了奧蘭，土耳其正式併吞特萊姆森王國。
來源
- 英文維基百科
- . . I: A-Ak - Bayes 15th. Chicago, IL: Encyclopædia Britannica, Inc.: 16. 2010. ISBN 978-1-59339-837-8.
- Bel., A. . . BRILL. 1993: 65  [2013-05-15]. ISBN 978-90-04-09796-4. （原始内容存档于2019-06-08）.
- Braudel, Fernand. . Translated by Sian Reynolds. Univ. Calif. Press & HarperCollins. 1979.
- Caverly, R. William.  (PDF). 2008. （原始内容 (PDF)存档于2014-07-14）.
- Fage, John Donnelly; Oliver, Roland Anthony. . Cambridge University Press. 1975  [2013-05-15]. ISBN 978-0-521-20981-6. （原始内容存档于2019-06-11）.
- Hrbek, I. . Joseph Ki-Zerbo & Djibril T Niane  (编). . UNESCO, James Curry Ltd., and Univ. Calif. Press. 1997.
- Idris, R. . Joseph Ki-Zerbo & Djibril T Niane  (编). . UNESCO, James Curry Ltd., and Univ. Calif. Press. 1997.
- John Murray. . 1874  [2013-05-15]. （原始内容存档于2019-06-12）.
- Kasaichi, Masatochi. . J. Sophia Asian Studies. 2004, (22).
- Niane, Djibril Tamsir. . University of California Press. 1984: 93  [2013-05-15]. ISBN 978-0-435-94810-8. （原始内容存档于2020-07-10）.
- Niane, Djibril Tamsir. . Joseph Ki-Zerbo & Djibril T Niane  (编). . UNESCO, James Curry Ltd., and Univ. Calif. Press. 1997.
- . Taylor & Francis. 2001  [2017-04-03]. ISBN 9781857431162. （原始内容存档于2019-06-07）.
- Ruano, Delfina S. . Josef W Meri  (编). . Routledge. 2006.
- Talbi, M. . Joseph Ki-Zerbo & Djibril T Niane  (编). . UNESCO, James Curry Ltd., and Univ. Calif. Press. 1997.
- Tarabulsi, Hasna. . . Fundación El legado andalusì. 2006  [2013-05-15]. ISBN 978-84-96556-34-8. （原始内容存档于2020-07-09）.
- . Qantara 2008.   [2013-05-15]. （原始内容存档于2013-11-12）.
- Wingfield, Lewis. . Hurst and Blackett. 1868  [2013-05-15]. （原始内容存档于2020-12-06）.